# جيم كلانسي (لاعب كرة قاعدة)
جيم كلانسي (بالإنجليزية: Jim Clancy)‏ هو لاعب كرة قاعدة أمريكي، ولد في 18 ديسمبر 1955 في شيكاغو في الولايات المتحدة.

## وصلات خارجية
- جيم كلانسي على موقعبيزبول رفرنس.كوم (الدوري الرئيسي) (الإنجليزية)
- جيم كلانسي على موقع مشجعي الرسوم البيانية (الإنجليزية)